# TOI-1452 b
TOI-1452 b — подтверждённая транзитная планета, обращающаяся в системе звезды — красного карлика TOI-1452, находящегося на расстоянии 99,5 св. лет от Солнца в созвездии Дракона.
Экзопланета относится к типу суперземля или мининептун, и, по одной из версий, примерно на 22 % по массе состоит из воды. Сообщение об открытии, совершённым международной группой учёных из Университета Монреаля с помощью телескопа TESS, было представлено в статье 12 августа 2022 года.
TOI-1452 b превосходит Землю по размерам на 67 % и получает от своей звезды примерно столько же энергии, сколько Венера получает от Солнца.

## Характеристика
Ключевые характеристики экзопланеты удалось выяснить благодаря канадской обсерватории Мон-Мегантик, построенной на самой высокой точке провинции Квебек, её спектрографу SPIRou, камере PESTO и новейшему аналитическому методу.
Масса планеты оценивается в 4,82 массы Земли, а радиус — в 1,67 радиуса Земли. Планета обладает радиусом и массой, которая указывает на гораздо меньшую плотность (5,6 грамма на кубический сантиметр), чем можно ожидать от скалистой суперземли. Вода может составлять 22 % массы экзопланеты, тогда как масса Мирового океана Земли составляет лишь около 1/4000 массы планеты. Это соответствует доле воды в ледяных оболочках на некоторых лунах Солнечной системы, таких как спутники Юпитера Ганимед и Каллисто или спутники Сатурна Титан и Энцелад. Ученые сообщили, что продолжат исследования и изучение состава TOI-1452 b с помощью спектроскопических наблюдений с помощью космического телескопа «Джеймс Уэбб», который сможет изучить атмосферу этой экзопланеты.